# Romanus pontifex (1455)
Pour les articles homonymes, voir Romanus pontifex.
Romanus Pontifex, (en français : « Le Pontife Romain ») est une bulle (un édit) promulguée le 8 janvier 1454 ou 1455 par le pape Nicolas V, nommée d'après ses deux premiers mots. À la suite de la bulle précédente Dum Diversas, le pape confirme au Roi Alphonse V du Portugal son droit à dominer toutes les terres au sud du cap Boujdour en Afrique et, en lui concédant l'exclusivité du commerce, de la colonisation et de l'esclavage en Afrique, il donne une base légale à ces pratiques. L'objectif premier de la bulle est d'interdire aux autres nations chrétiennes d'empiéter sur les droits du Roi du Portugal relatifs au commerce et à la colonisation de ces régions.
La bulle est écrite dans le contexte de la chute de Constantinople en 1453 et de l'essor de l'Empire ottoman, qui ferme aux chrétiens l'accès terrestre à l'Extrême-Orient et aux Indes.
La bulle ne doit pas être confondue avec une autre bulle portant le même titre, émise le 21 septembre 1451, par laquelle Nicolas V exempte les Ducs d'Autriche de toute sanction ecclésiastique pour avoir permis aux Juifs de s'établir en Autriche. Elle ne doit pas être confondue non plus avec la bulle Romanus Pontifex promulguée en 1776 par laquelle le Pape Pie VI réorganise les diocèses de l'actuelle Slovaquie.

## Contexte historique

### Premières incursions vers l'Afrique

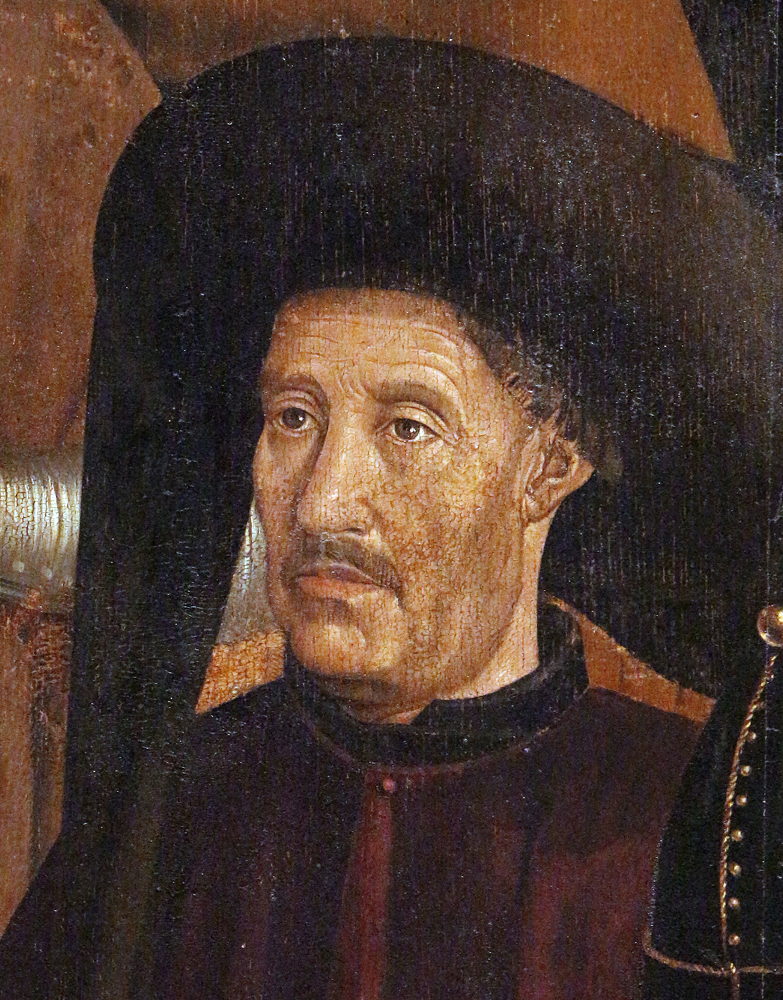
Henri le Navigateur

Vers 1312, le navigateur génois Lancelotto Malocello atteint les Iles Canaries. Les Portugais y arrivent en 1341 à la fois pour faire du commerce et pour piller. Les incursions pour capturer des esclaves sont attestées dès 1346. Pendant le XIVe siècle, différentes puissances sont en compétition pour contrôler les Canaries: les Génois, les Catalans de Majorque, les Castillans, et les Portugais. La première tentative de colonisation permanente est menée par les Castillans en 1402.
Les Castillans disputent au Prince Henri le contrôle de la côte africaine. Le Pape Eugène IV, sollicité pour arbitrer le différend, répond le 5 janvier 1443 par la bulle Res regum en gardant une position neutre sur l'attribution des territoires africains.

### Conséquences de la prise de Constantinople
Lors de la prise de Constantinople par les Turcs le 29 mai 1453, Alphonse V du Portugal a répondu à l'appel à l'aide du Pape Nicolas V contre les Turcs. En reconnaissance, le Pape donne satisfaction à la demande des Portugais concernant les colonies africaines dans la bulle Dum Diversas. Ce qui n'empêche pas une flotte de caravelles de quitter Séville et Cadix en 1454 pour aller commercer le long de la côte Africaine. A leur retour, elles sont interceptées par une escadrille Portugaise. Un des bateaux est capturé et ramené au Portugal avec équipage et cargaison. Enrique IV de Castille menace de déclarer la guerre. Alphonse V fait appel au soutien du Pape pour avoir le monopole du commerce avec les territoires qu'il a découverts.
La bulle, émise en janvier 1455, reconnait la possession Portugaise de Ceuta et le droit exclusif de commerce, de navigation et de pêche dans les territoires découverts. Il donne une exemption à l'interdiction par la loi canonique de commercer avec les infidèles. La bulle permet aussi l'esclavage des habitants, principalement pour être utilisés comme rameurs sur les galères, tout comme l'étaient les Chrétiens captifs dans les pays musulmans.

## Contenu
La bulle rend hommage aux victoires précédentes des Portugais contre les Musulmans d'Afrique du Nord et au succès des expéditions de découverte et de conquête vers les Açores et en Afrique au Sud du cap Boujdour. Elle répète aussi les injonctions précédentes à ne pas fournir de marchandises à usage militaire telles que des armes, du fer ou du bois, aux Musulmans et aux non-Chrétiens. La bulle dit aussi notamment :

« Le Pontife romain, successeur du porteur de clé du royaume des cieux [allusion à saint Pierre, représenté traditionnellement portant la clé du royaume des cieux] et vicaire de Jésus Christ, contemplant avec un esprit paternel toutes les multiples latitudes du monde et les caractéristiques de toutes les nations qui y habitent, et cherchant et désirant le salut de tous, ordonne et dispose fermement, après soigneuse délibération, ces choses qu'il lui semble être agréables à sa Divine Majesté, et par lesquelles il peut amener les brebis qui lui sont confiées par Dieu dans l'unique bercail divin, et peuvent leur valoir la récompense de la félicité éternelle, et obtenir le pardon pour leurs âmes. Nous croyons que ceci peut plus certainement s'accomplir, avec l'aide de Dieu, si nous accordons les faveurs adéquates et les grâces spéciales à ces rois et princes Catholiques qui, comme des athlètes et des champions intrépides de la foi Catholique, comme nous le savons par évidence des faits, non seulement limitent les excès sauvages des Sarrasins et d'autres infidèles, ennemis du nom Chrétien, mais qui aussi, pour la défense et l'expansion de la foi, les combattent ainsi que leurs royaumes et leurs domaines, bien qu'ils soient situés dans les contrées les plus reculées qui nous sont inconnues, et […] le dit Prince […] croyant qu'il accomplirait mieux son devoir envers Dieu en cette matière si, par ses efforts et son travail, la mer devenait navigable jusque chez les Indiens que l'on dit adorer le nom du Christ, et qu'ainsi il pourrait entrer en relation avec eux pour les inciter à aider les Chrétiens contre les Sarrasins […]
[…] pour conserver leurs droits et possessions, [les dits roi et prince], sous les plus sévères pénalités alors exprimées, ont interdit, et ont généralement ordonné que personne, sauf leurs marins et leurs navires, ou en paiement de certain tribut, ou avec permission expresse obtenue préalablement des dits roi et prince, ne doit envisager de naviguer dans les dites provinces, de commercer dans les ports et de pêcher les poissons de la mer,
Nous, pesant toutes choses avec la réflexion appropriée, et notant que depuis que nous avions autrefois, par des lettres précédentes de notre part, concédé au Roi Alphonse et à ses successeurs, entre autres choses, la pleine et entière faculté d'attaquer, de rechercher, de capturer, de vaincre, de soumettre tous les Sarrasins et les Païens et les autres ennemis où qu'ils se trouvent […] et de réduire leurs personnes en servitude perpétuelle [illorumque personnas in perpetuam servitudinem redigendi] et de s'attribuer, pour lui-même et ses successeurs, les Royaumes, Duchés, Comtés, Principautés, Domaines, possessions et biens, et de les convertir à leur usage et à leur profit et que, ayant sécurisé cette faculté, le dit Roi Alphonse, ou par son autorité, l'Infante sus-nommée, ont acquis justement et légalement et possèdent et ont fait l'acquisition de ces îles, terres, ports et mers et que ceux-ci appartiennent de plein droit au dit Roi Alphonse, à ses héritiers et successeurs. »

## Proclamation
Le roi Alphonse V donna lecture solennelle de la bulle dans la cathédrale de Lisbonne le 5 octobre 1455 pour que tous les armateurs Portugais et étrangers en prennent connaissance. La bulle conférait aux Portugais le monopole du commerce avec l'Afrique et l'Asie. Elle donnait le droit de saisir ou de combattre tout navire étranger qui se serait aventuré dans ces zones. « Le Prince Henri et le Roi Alphonse V ont couvert leurs activités commerciales du manteau de la pieuse dévotion au service de l’œuvre de l’Église ».
Le pape encourage Henri le Navigateur à soumettre au christianisme, éventuellement par la force, les « sarrasins et autres infidèles », comptant sur les progrès des conquêtes pour obtenir des conversions.

#### Bulles pontificales
- Dum Diversas (1452),
- Aeterni regis (1481)
- Dudum siquidem (1493)
- Inter caetera (1493)

#### Droit international
- Droit des peuples autochtones
- Doctrine de la découverte
- Colonialisme

#### Études théoriques
- Études postcoloniales
- Études décoloniales